# ニューキー空港
コーンウォール空港ニューキー（コーンウォールくうこうニューキー、英: Cornwall Airport Newquay）は、イギリス・イングランドのコーンウォールにある主要な商業空港。

## 概要
ニューキー空港は、コーンウォールの北海岸にあるニューキーの町の北東7.4キロメートル (4.6 mi)のセント・モーガンにある。滑走路は2008年以前は セント・モーガン空軍基地によって運営されていたが、現在はコーンウォール評議会（Cornwall Council）が所有している。
2017年の空港の乗客数は461,300人で、前年比24.2％増加した。ニューキーには、乗客の公共交通機関または飛行指導のための飛行を許可するCAA公共使用飛行場ライセンスがある。コーンウォール救急航空機は空港を拠点としている。 2012年以来、空港はAerohubエンタープライズゾーンのホストである。
滑走路は、イギリス空軍の海上作戦基地として数十年にわたって改修、維持され、民間機および軍用機を使用できる。アメリカ海軍のUSNAWD貯蔵施設と合同海事施設があったが、冷戦の終結とアメリカの政治的優先順位の変化により、アメリカ人は2009年末までに基地から撤退した。セントモーガンに拠点を置く最後のRAF飛行中隊は、2008年に撤退した203（R）中隊でしたが、RAFは引き続きサイトの一部を使用している。

## 統計

### 利用者数
元のウィキデータクエリを参照してください.
|                       |
| 更新時：2020年3月28日 |

| 順位 | 空港                         | 総旅客数 | 前年比 2017/18年 |
| ---- | ---------------------------- | -------- | ---------------- |
| 1    | ロンドン・ヒースロー空港     | 141,230  | 新路線           |
| 2    | マンチェスター空港           | 81,762   | 2.0%             |
| 3    | ロンドン・ガトウィック空港   | 40,404   | 76.7%            |
| 4    | アリカンテ空港               | 34,724   | 27.8%            |
| 5    | ダブリン空港                 | 30,534   | 4.7%             |
| 6    | ファロ空港                   | 21,439   | 2.7%             |
| 7    | バーミンガム空港             | 20,802   | 11.6%            |
| 8    | リーズ・ブラッドフォード空港 | 17,672   | 23.3%            |
| 9    | セント・メアリーズ空港       | 17,319   | 6.0%             |
| 10   | ロンドン・サウスエンド空港   | 15,721   | 新路線           |

## ベースのユニット
ニューキー空港に拠点を置くベースユニット。
- アグスタウェストランド AW169を運用するコーンウォール救急航空機[3]。
- イギリス沿岸警備隊は小規模な作戦基地を持ち、2機のシコルスキー S-92ヘリコプターを運用している[4]。